# خطاطبه
الخطاطبه (به عربی: الخطاطبة) منطقه‌ای مسکونی در مصر که در استان منوفیه واقع شده‌است.

## جمعیت
جمعیت آن طبق سرشماری سال ۲۰۰۶ بالغ بر ۲۳٬۸۳۰ تن بود.